# 得丸伸二
得丸 伸二（とくまる しんじ、1959年2月25日 - ）は、日本の俳優。文学座所属。京都府出身。

## 出演作品

### 舞台
1985年
- 初舞台『團十郎と音二郎』(文学座アトリエ公演）

1987年
- 『かもめ』(文学座本公演)

1988年
- 『夏のエチュード』(MODE)
- 『秋のエチュード』(MODE)

1989年
- 『女の一生』(本公演)サンシャイン劇場
- 『青ひげと最後の花嫁』(アトリエ)

1991年
- 『ふるあめりかに袖はぬらさじ』（本公演）サンシャイン劇場

1992年
- 『かどで』(アトリエ)

1994年
- 『ぼくのイソップものがたり』(MODE)青山円形劇場

1995年
- 『窓からあなたが見える―わが街・池袋―』(MODE)東京芸術劇場
- 『THE BOYS　ストーンヘンジアパートの隣人たち』(アトリエ)

1996年
- 『アジアン・パラダイス』(★初演出、および出演）

1999年
- 『夢の女』(世田谷パブリックシアター)

2000年
- 『最後の晩餐』(本公演)東京芸術劇場
- 『リチャードIII世』(メジャーリーグ)六行会ホール

2001年
- 『AMERIKA』(世田谷パブリックシアター)

2002年
- 『雁の寺』(地人会)紀伊國屋サザンシアター

2003年
- 『龍の伝説』(本公演/作,演出,出演)紀伊國屋ホール

2004年
- 『踏台』(本公演)紀伊國屋サザンシアター

2006年
- 『唐版俳優修行』(MODE)中野光座

2007年
- 『こころ』(シェイクスピア・シアター)俳優座劇場

2008年
- 『心中天網島』(MODE)笹塚ファクトリー
- 『谷間の女たち』(双の会)笹塚ファクトリー
- 『マクベス』(シェイクスピア・シアター)俳優座劇場
- 『ヴェニスの商人』(シェイクスピア・シアター)俳優座劇場

2009年
- 『イリノイのリンカン』俳優座劇場
- 『こころ』
- 『ハムレット』(シェイクスピア・シアター)紀伊国屋ホール

2010年
- 『女の一生』(本公演)俳優座劇場
- 『パーティの時間』(ハーフムーンカンパニー)シアター711

2011年
- 『美しきものの伝説』（本公演）紀伊國屋サザンシアター
- 『猿』TBスタジオ

2012年
- 『人形の家』（RADAイン東京）シアターグリーンBIG TREE THEATER

### テレビ
- はぐれ刑事
- 特捜エクシードラフト
- 眠れない夜をかぞえて
- 厄除け商売繁盛殺人事件Ⅲ
- 刑事・鬼貫八郎12「まだらの犬」（2001年4月3日OA）- 串田 役（荒川中央警察署巡査部長、鬼貫の知り合い、警部補試験受験勉強中）
- 義経（2005年11月27日）- 井家八郎 役
- 臨場2
- 忠臣蔵〜その義その愛（2012年1月2日OA）
- 最強のふたり〜京都府警 特別捜査班〜（2015年9月10日）- 継原幾夫 役

### テレビアニメ
- エリアの騎士（ロベルト）

### 劇場版アニメ
- もののけ姫
- 千と千尋の神隠し

### 吹き替え
- ER緊急救命室
  - シーズンⅦ #13（ベン・スティーブンス〈デヴィッド・ノートン〉）
  - シーズンⅨ #15（マイケル）
  - シーズンXI #4（マスキンス刑事〈ショーン・クリストファー・デイヴィス〉）
- ウインドトーカーズ
- 名探偵モンク
- モデル・エージェンシー/女たちの闘い